# Bring Me Home
Pour plus de détails, voir Fiche technique et Distribution.
Bring Me Home (en coréen : 나를 찾아줘 ; Nareul Chajajwo) est un thriller dramatique sud-coréen de 2019 écrit et réalisé par le réalisateur Kim Seung-woo, qui en est à sa première expérience, avec Lee Young-ae et Yoo Jae-myung. Il a fait ses débuts dans le programme Discovery du Festival international du film de Toronto 2019.

## Synopsis
Jung-yeon (Lee Young-ae) recherche sans relâche son fils depuis sa disparition il y a six ans. Un jour, elle reçoit soudain un appel anonyme sur sa localisation qui la conduit dans un village de pêcheurs.

## Distribution
- Lee Young-ae : Jung-yeon, la mère
- Yoo Jae-myung : Hong Kyeong Jang, policier
- Park Hae-joon : Myeong Guk
- Lee Won-keun : Seung Hyeon
- Kim Yi Kyung : l'infirmière